# Königsegg-Aulendorf
Königsegg-Aulendorf was een tot de Zwabische Kreits behorend graafschap binnen het Heilige Roomse Rijk.
Het ministerialengeslacht Fronhofen, dat het graafschap in beheer had, noemde zich later Königsegg, naar de burcht. In 1131 kwam er een eind aan de leensverhouding en werd de burcht hun eigendom. In 1381 verwierven zij Aulendorf.
Ver verwijderd van hun stamgoederen verwierven de heren van Königsegg in 1440 de heerlijkheid Staufen. In 1470 werden zij tot vrijheer verheven en in 1565 werden het graafschap Rothenfels en de heerlijkheid Staufen gekocht van de graaf van Montfort.
Na de dood van Johan Jacob in 1567 deelden zijn drie zoons in 1568 de bezittingen:
- Marquard kreeg Königsegg (uitgestorven in 1663)
- Bethold kreeg Aulendorf en Ebenweiler (uitgestorven in 1607)
- Georg kreeg Rothenfels en Staufen

Na de dood van Berthold in 1607 viel Aulendorf aan Marquard en Ebenweiler aan Georg.
Johan Willem van Königsegg-Aulendorf, Hugo van Königsegg-Rothenfels en Johan Georg van Königsegg-Ebenweiler werden op 29 september 1629 tot rijksgraaf verheven.
Na het uitsterven van de oudste tak in Königsegg-Aulendorf in 1663 komt dit bezit aan graaf Johan Georg van Königsegg-Ebenweiler, die daarmee de stichter is van een nieuwe lijn Königsegg-Aulendorf. Tussen 1765 en 1768 werd er een nieuw slot gebouwd in Königseggwald en daar werd ook een nieuw bestuurscentrum gevestigd.
Artikel 24 van de Rijnbondakte van 12 juli 1806 stelt het graafschap Königsegg-Aulendorf onder de soevereiniteit van het koninkrijk Württemberg: de mediatisering.
Regenten
| regering  | naam              | geboren   | overleden  | familie    |
| --------- | ----------------- | --------- | ---------- | ---------- |
| 1568-1626 | Marquard          |           | 27-8-1626  |            |
| 1626-1663 | Johan Willem      |           | 30-4-1663  | zoon       |
| 1663-1666 | Johan Georg       | 1604      | 11-2-1666  | volle neef |
| 1666-1692 | Anton Eusebius    | 25-5-1639 | 1-6-1692   | zoon       |
| 1692-1710 | Frans Maximiliaan | 7-5-1669  | 17-2-1710  | zoon       |
| 1710-1765 | Karel Ferdinand   | 8-5-1695  | 31-10-1765 | zoon       |
| 1765-1786 | Herman Frederik   | 28-6-1723 | 1-10-1786  | zoon       |
| 1786-1803 | Ernst             | 23-9-1755 | 10-5-1803  | zoon       |
| 1803-1806 | Frans Xavier      | 15-3-1787 | 8-7-1863   | zoon       |